# Gran Premio de Australia de Motociclismo de 2006
El Gran Premio de Australia de Motociclismo de 2006 (oficialmente GMC Australian Motorcycle Grand Prix) fue la decimocuarta prueba del Campeonato del Mundo de Motociclismo de 2006. Tuvo lugar en el fin de semana del 16 al 18 de septiembre de 2006 en el Circuito de Phillip Island, que está ubicado en la isla de Phillip Island, estado de Victoria, Australia.
La carrera de MotoGP fue ganada por Marco Melandri, seguido de Chris Vermeulen y Valentino Rossi. Jorge Lorenzo ganó la prueba de 250 cc, por delante de Alex de Angelis y Hiroshi Aoyama. La carrera de 125 cc fue ganada por Álvaro Bautista, Mika Kallio fue segundo y Mattia Pasini tercero.

## Resultados

### Resultados MotoGP
| Pos     | N.º | Piloto             | Constructor | Vueltas | Tiempo/Retirado | Parrilla | Puntos |
| ------- | --- | ------------------ | ----------- | ------- | --------------- | -------- | ------ |
| 1       | 33  | Marco Melandri     | Honda       | 26      | 44:15.621       | 7        | 25     |
| 2       | 71  | Chris Vermeulen    | Suzuki      | 26      | +9.699          | 16       | 20     |
| 3       | 46  | Valentino Rossi    | Yamaha      | 26      | +10.526         | 3        | 16     |
| 4       | 15  | Sete Gibernau      | Ducati      | 26      | +10.615         | 12       | 13     |
| 5       | 69  | Nicky Hayden       | Honda       | 26      | +10.694         | 1        | 11     |
| 6       | 27  | Casey Stoner       | Honda       | 26      | +11.323         | 8        | 10     |
| 7       | 65  | Loris Capirossi    | Ducati      | 26      | +26.555         | 13       | 9      |
| 8       | 56  | Shinya Nakano      | Kawasaki    | 26      | +26.666         | 2        | 8      |
| 9       | 24  | Toni Elías         | Honda       | 26      | +57.234         | 14       | 7      |
| 10      | 6   | Makoto Tamada      | Honda       | 26      | +1:02.231       | 11       | 6      |
| 11      | 17  | Randy de Puniet    | Kawasaki    | 26      | +1:02.432       | 9        | 5      |
| 12      | 21  | John Hopkins       | Suzuki      | 26      | +1:18.809       | 15       | 4      |
| 13      | 66  | Alex Hofmann       | Ducati      | 26      | +1:48.233       | 17       | 3      |
| 14      | 10  | Kenny Roberts, Jr. | KR211V      | 25      | +1 vuelta       | 4        | 2      |
| 15      | 26  | Dani Pedrosa       | Honda       | 25      | +1 vuelta       | 10       | 1      |
| 16      | 77  | James Ellison      | Yamaha      | 24      | +2 vueltas      | 18       |        |
| 17      | 30  | José Luis Cardoso  | Ducati      | 23      | +3 vueltas      | 19       |        |
| Ret     | 7   | Carlos Checa       | Yamaha      | 16      | Caída           | 6        |        |
| Ret     | 5   | Colin Edwards      | Yamaha      | 7       | Caída           | 5        |        |
| Fuente: |     |                    |             |         |                 |          |        |

### Resultados 250cc
| Pos.    | N.º | Piloto            | Constructor | Vueltas | Tiempo/Retirado | Parrilla | Puntos |
| ------- | --- | ----------------- | ----------- | ------- | --------------- | -------- | ------ |
| 1       | 48  | Jorge Lorenzo     | Aprilia     | 25      | 39:17.327       | 1        | 25     |
| 2       | 7   | Alex de Angelis   | Aprilia     | 25      | +0.009          | 2        | 20     |
| 3       | 4   | Hiroshi Aoyama    | KTM         | 25      | +6.560          | 6        | 16     |
| 4       | 34  | Andrea Dovizioso  | Honda       | 25      | +18.196         | 4        | 13     |
| 5       | 73  | Shuhei Aoyama     | Honda       | 25      | +36.000         | 11       | 11     |
| 6       | 80  | Héctor Barberá    | Aprilia     | 25      | +36.484         | 7        | 10     |
| 7       | 15  | Roberto Locatelli | Aprilia     | 25      | +37.050         | 10       | 9      |
| 8       | 96  | Jakub Smrž        | Aprilia     | 25      | +37.134         | 8        | 8      |
| 9       | 14  | Anthony West      | Aprilia     | 25      | +59.653         | 12       | 7      |
| 10      | 58  | Marco Simoncelli  | Gilera      | 25      | +1:03.829       | 5        | 6      |
| 11      | 28  | Dirk Heidolf      | Aprilia     | 25      | +1:03.834       | 15       | 5      |
| 12      | 16  | Jules Cluzel      | Aprilia     | 25      | +1:07.586       | 19       | 4      |
| 13      | 54  | Manuel Poggiali   | KTM         | 25      | +1:07.775       | 14       | 3      |
| 14      | 37  | Fabricio Perren   | Honda       | 25      | +1:07.849       | 17       | 2      |
| 15      | 42  | Aleix Espargaró   | Honda       | 25      | +1:08.065       | 18       | 1      |
| 16      | 8   | Andrea Ballerini  | Aprilia     | 25      | +1:21.544       | 13       |        |
| 17      | 24  | Jordi Carchano    | Aprilia     | 25      | +1:33.035       | 21       |        |
| 18      | 25  | Alex Baldolini    | Aprilia     | 24      | +1 vuelta       | 22       |        |
| 19      | 44  | Taro Sekiguchi    | Aprilia     | 24      | +1 vuelta       | 24       |        |
| 20      | 22  | Luca Morelli      | Aprilia     | 24      | +1 vuelta       | 23       |        |
| Ret     | 23  | Arturo Tizón      | Honda       | 9       | Retirado        | 16       |        |
| Ret     | 55  | Yuki Takahashi    | Honda       | 8       | Retirado        | 9        |        |
| Ret     | 50  | Sylvain Guintoli  | Aprilia     | 2       | Caída           | 3        |        |
| Ret     | 21  | Arnaud Vincent    | Honda       | 2       | Retirado        | 20       |        |
| DNQ     | 85  | Alessio Palumbo   | Aprilia     |         | No se clasificó |          |        |
| DNQ     | 36  | Martín Cárdenas   | Honda       |         | No se clasificó |          |        |
| Fuente: |     |                   |             |         |                 |          |        |

### Resultados 125cc
| Pos.    | N.º | Piloto              | Constructor | Vueltas | Tiempo/Retirado | Parrilla | Puntos |
| ------- | --- | ------------------- | ----------- | ------- | --------------- | -------- | ------ |
| 1       | 19  | Álvaro Bautista     | Aprilia     | 15      | 24:30.115       | 2        | 25     |
| 2       | 36  | Mika Kallio         | KTM         | 15      | +3.242          | 1        | 20     |
| 3       | 75  | Mattia Pasini       | Aprilia     | 15      | +3.381          | 6        | 16     |
| 4       | 1   | Thomas Lüthi        | Honda       | 15      | +3.639          | 4        | 13     |
| 5       | 60  | Julián Simón        | KTM         | 15      | +3.838          | 10       | 11     |
| 6       | 52  | Lukáš Pešek         | Derbi       | 15      | +6.069          | 3        | 10     |
| 7       | 35  | Raffaele De Rosa    | Aprilia     | 15      | +6.085          | 7        | 9      |
| 8       | 32  | Fabrizio Lai        | Honda       | 15      | +6.572          | 9        | 8      |
| 9       | 14  | Gábor Talmácsi      | Honda       | 15      | +6.704          | 11       | 7      |
| 10      | 6   | Joan Olivé          | Aprilia     | 15      | +8.310          | 5        | 6      |
| 11      | 18  | Nicolás Terol       | Derbi       | 15      | +13.250         | 16       | 5      |
| 12      | 71  | Tomoyoshi Koyama    | Malaguti    | 15      | +13.285         | 13       | 4      |
| 13      | 55  | Héctor Faubel       | Aprilia     | 15      | +13.347         | 8        | 3      |
| 14      | 11  | Sandro Cortese      | Honda       | 15      | +13.402         | 18       | 2      |
| 15      | 63  | Mike Di Meglio      | Honda       | 15      | +27.746         | 15       | 1      |
| 16      | 42  | Pol Espargaró       | Derbi       | 15      | +31.087         | 29       |        |
| 17      | 44  | Karel Abraham       | Aprilia     | 15      | +31.890         | 22       |        |
| 18      | 16  | Michele Conti       | Honda       | 15      | +36.666         | 24       |        |
| 19      | 8   | Lorenzo Zanetti     | Aprilia     | 15      | +41.491         | 14       |        |
| 20      | 9   | Michael Ranseder    | KTM         | 15      | +41.517         | 28       |        |
| 21      | 53  | Simone Grotzkyj     | Aprilia     | 15      | +41.687         | 35       |        |
| 22      | 20  | Roberto Tamburini   | Aprilia     | 15      | +41.882         | 26       |        |
| 23      | 26  | Vincent Braillard   | Aprilia     | 15      | +41.910         | 33       |        |
| 24      | 13  | Dino Lombardi       | Aprilia     | 15      | +46.393         | 30       |        |
| 25      | 90  | Hiroaki Kuzuhara    | Aprilia     | 15      | +46.411         | 27       |        |
| 26      | 87  | Roberto Lacalendola | Aprilia     | 15      | +47.620         | 32       |        |
| 27      | 67  | Blake Leigh-Smith   | KTM         | 15      | +1:03.538       | 31       |        |
| 28      | 38  | Bradley Smith       | Honda       | 15      | +1:34.602       | 17       |        |
| Ret     | 34  | Esteve Rabat        | Honda       | 13      | Caída           | 19       |        |
| Ret     | 12  | Federico Sandi      | Aprilia     | 13      | Caída           | 21       |        |
| Ret     | 45  | Imre Tóth           | Aprilia     | 13      | Retirado        | 20       |        |
| Ret     | 59  | Rhys Moller         | Honda       | 8       | Caída           | 36       |        |
| Ret     | 15  | Michele Pirro       | Honda       | 4       | Retirado        | 34       |        |
| Ret     | 43  | Manuel Hernández    | Aprilia     | 2       | Retirado        | 23       |        |
| DNS     | 33  | Sergio Gadea        | Aprilia     | 0       | No participó    | 12       |        |
| DNS     | 37  | Joey Litjens        | Honda       | 0       | No participó    | 25       |        |
| DNS     | 22  | Pablo Nieto         | Aprilia     |         | No participó    |          |        |
| DNS     | 24  | Simone Corsi        | Gilera      |         | No participó    |          |        |
| DNQ     | 58  | Brett Symonds       | Honda       |         | No se clasificó |          |        |
| DNQ     | 57  | Tom Hatton          | Honda       |         | No se clasificó |          |        |
| DNQ     | 62  | Brent Rigoli        | Honda       |         | No se clasificó |          |        |
| Fuente: |     |                     |             |         |                 |          |        |